# 河合杏里
もしかして
- 河井案里

ではありませんか？